# Escolier serpent
Gempylus serpens
Genre
Espèce
Synonymes
- Acinacea notha Bory de Saint-Vincent, 1804[1]
- Gempylus coluber Cuvier, 1832[1]
- Gempylus notha (Bory de St. Vincent, 1804)[1]
- Gempylus ophidianus Poey, 1860[1]
- Lemnisoma thyrsitoides Lesson, 1831[1]
- Muraena compressa Walbaum, 1792[1]

Statut de conservation UICN

 LC  : Préoccupation mineure
L'Escolier serpent (Gempylus serpens) est une espèce de poissons du genre monotypique Gempylus, de la famille des Gempylidae, de l'ordre des Scombriformes.

## Répartition
Gempylus serpens se rencontre dans les océans du monde entier dans leurs régions tropicales et subtropicales entre les latitudes 42°N et 40°S, les adultes pouvant entrer dans les eaux tempérées. On le trouve à une profondeur pouvant aller jusqu'à 600 m, mais plus généralement de la surface jusqu'à 200 m. Les populations de Gempylus serpens de l'Atlantique et de l'Indo-Pacifique diffèrent par leur nombre de vertèbres (51-55 contre 48-50) et le nombre d'épines de la première nageoire dorsale (30-32 contre 26-30), et peuvent ainsi correspondre à des espèces distinctes.

## Description
Gempylus serpens a un corps très long, très élancé, compressé latéralement pouvant atteindre un mètre de longueur,. Il a une longue tête, représentant 17 à 18 % de la longueur standard, et une grande bouche avec la mâchoire inférieure en avant sur la mâchoire supérieure. Les deux mâchoires sont très fournies en dents acérées, les premières dents de la mâchoire supérieure étant transformées en crocs. Les nageoires pectorales contiennent 12 à 15 rayons, les nageoires pelviennes sont minuscules et situées sous les pectorales, avec une petite épine et 3 à 4 rayons. Il y a deux nageoires dorsales, la première est long et épineuse et est immédiatement suivie par la seconde, qui contient une petite épine vertébrale et 11 à 14 rayons doux. La nageoire anale provient en face de la deuxième nageoire dorsale et se compose de deux épines libres suivies par épine et 10 à 12 rayons. Les nageoires dorsale et anale sont suivies par 6 à 7 pinnules. Il y a deux lignes latérales, la supérieure partant à l'arrière de la première nageoire dorsale et l'inférieure s'achevant au pédoncule caudal. Les écailles sont le plus souvent absentes. La coloration est brun métallique, avec des nageoires sombres.

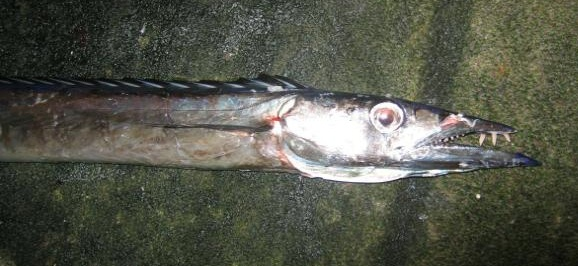
Tête de Gempylus serpens. Remarquez les crocs de la mâchoire supérieure.

Gempylus serpens a un mouvement de migration vertical quotidien, séjournant dans l'eau profonde au cours de la journée et remontant à la surface la nuit pour se nourrir. Les jeunes et les adolescents, migrent aussi verticalement mais en direction opposée, en restant près de la surface le jour et se déplaçant plus profondément la nuit. Cette espèce se nourrit de calmars, de crustacés pélagiques et de poissons osseux, tels que les poissons-lanternes, les poissons volants, les balaous et les maquereaux. Il est à son tour la proie des thons et des marlins. C'est un ovipare, les femelles pondant de 300 000 à 1 000 000 œufs. Le frai a lieu toute l'année ; les frayères se trouvent dans la mer des Caraïbes et au large des côtes de la Floride. La maturité est atteinte lorsque les mâles mesurent 43 cm de long et les femelles 50 cm. Comme les poissons matures vivent davantage en eaux profondes, où il y a moins de lumière, ils perdent les cellules à cônes de leurs yeux, en faveur des cellules à batonnets.
Gempylus serpens est capturé accidentellement dans la pêche thonière à la palangre et a peu d'importance commerciale. Il est commercialisé congelé, ou en hachis de poisson,. À Hawaii, ce poisson est connu sous le nom de hāuliuli et est considéré comme bon à manger cuit ou séché.
L'espèce a été décrite par Jean-Baptiste Bory de Saint-Vincent sous le nom d'acinacée bâtarde (Acinacea notha) dans le Voyage dans les quatre principales îles des mers d'Afrique qu'il fit paraître en 1804.